# Suat Mamat
Suat İsmail Mamat (ur. 8 listopada 1930 w Stambule, zm. 3 lutego 2016) – turecki piłkarz i trener piłkarski. Podczas kariery występował na pozycji napastnika.

## Kariera klubowa
Karierę piłkarską Mamat rozpoczął w klubie Ankara Demirspor. Grał w nim w latach 1949-1952. Następnie został zawodnikiem Galatasaray SK ze Stambułu. Występował w nim zarówno w Istanbul Lig, jak i od 1959 roku w nowo powstałej lidze tureckiej. W Galatasaray grał do 1964 roku. Z klubem tym trzykrotnie wywalczył mistrzostwo Ligi Stambułu w latach 1955, 1956 i 1958 oraz dwukrotnie mistrzostwo Turcji w latach 1962 i 1963. Zdobył też Puchar Turcji w latach 1964 i 1965 oraz TSYD Kupası w 1963 roku.
Latem 1964 Mamat przeszedł do Beşiktaşu JK. W latach 1966 i 1967 został z Beşiktaşem mistrzem kraju. W 1967 roku zdobył też Superpuchar Turcji. Wygrał również TSYD Kupası w 1965 i 1966. W 1968 odszedł z Beşiktaşu do Vefa SK, w którym w 1969 zakończył karierę.

## Kariera reprezentacyjna
W reprezentacji Turcji Mamat zadebiutował 14 marca 1954 roku w wygranym 2:1 meczu eliminacji do MŚ 1954 z Hiszpanią. W 1954 roku został powołany do kadry na ten mundial. Na tym turnieju rozegrał dwa mecze: z RFN (1:4) i z Koreą Południową (7:0). W meczu z RFN strzelił gola, a w meczu z Koreą Południową - dwa. Od 1954 do 1963 roku rozegrał w kadrze narodowej 26 meczów, w których strzelił 4 gole.
| Mecze i gole w reprezentacji | Mecze i gole w reprezentacji | Mecze i gole w reprezentacji | Mecze i gole w reprezentacji | Mecze i gole w reprezentacji | Mecze i gole w reprezentacji | Mecze i gole w reprezentacji |
| #                            | Data                         | Stadion                      | Rywal                        | Wynik                        | Gol                          | Rozgrywki                    |
| 1954                         | 1954                         | 1954                         | 1954                         | 1954                         | 1954                         | 1954                         |
| ---------------------------- | ---------------------------- | ---------------------------- | ---------------------------- | ---------------------------- | ---------------------------- | ---------------------------- |
| 1.                           | 14.03.1954                   | Stambuł, Turcja              | Hiszpania                    | 1:0                          | 0                            | el. MŚ 1954                  |
| 2.                           | 17.03.1954                   | Rzym, Włochy                 | Hiszpania                    | 2:2                          | 1                            | el. MŚ 1954                  |
| 3.                           | 17.06.1954                   | Berno, Szwajcaria            | RFN                          | 1:4                          | 1                            | MŚ 1954                      |
| 4.                           | 20.06.1954                   | Genewa, Szwajcaria           | Korea Południowa             | 7:0                          | 2                            | MŚ 1954                      |
| 5.                           | 17.10.1954                   | Sarajewo, Jugosławia         | Jugosławia                   | 1:5                          | 0                            | towarzyski                   |
| 1955                         |                              |                              |                              |                              |                              |                              |
| 6.                           | 03.04.1955                   | Stambuł, Turcja              | Francja                      | 0:0                          | 0                            | Mediterranean Cup 1953/1957  |
| 7.                           | 26.06.1955                   | Triest, Włochy               | Włochy                       | 1:1                          | 0                            | Mediterranean Cup 1953/1957  |
| 8.                           | 18.12.1955                   | Stambuł, Turcja              | Portugalia                   | 3:1                          | 0                            | towarzyski                   |
| 1957                         |                              |                              |                              |                              |                              |                              |
| 9.                           | 06.11.1957                   | Madryt, Hiszpania            | Hiszpania                    | 0:3                          | 0                            | towarzyski                   |
| 1958                         |                              |                              |                              |                              |                              |                              |
| 10.                          | 18.12.1958                   | Stambuł, Turcja              | Czechosłowacja               | 1:0                          | 0                            | towarzyski                   |
| 1959                         |                              |                              |                              |                              |                              |                              |
| 11.                          | 26.04.1959                   | Stambuł, Turcja              | Rumunia                      | 2:0                          | 0                            | el. ME 1958                  |
| 12.                          | 10.05.1959                   | Stambuł, Turcja              | Holandia                     | 0:0                          | 0                            | towarzyski                   |
| 1960                         |                              |                              |                              |                              |                              |                              |
| 13.                          | 08.06.1960                   | Ankara, Turcja               | Szkocja                      | 4:2                          | 0                            | towarzyski                   |
| 14.                          | 27.11.1960                   | Sofia, Bułgaria              | Bułgaria                     | 1:2                          | 0                            | towarzyski                   |
| 1961                         |                              |                              |                              |                              |                              |                              |
| 15.                          | 14.05.1961                   | Ankara, Turcja               | Rumunia                      | 0:1                          | 0                            | towarzyski                   |
| 16.                          | 29.10.1961                   | Stambuł, Turcja              | Norwegia                     | 2:1                          | 0                            | el. MŚ 1962                  |
| 17.                          | 12.11.1961                   | Stambuł, Turcja              | ZSRR                         | 1:2                          | 0                            | el. MŚ 1962                  |
| 1962                         |                              |                              |                              |                              |                              |                              |
| 18.                          | 29.04.1962                   | Budapeszt, Węgry             | Węgry                        | 1:2                          | 0                            | towarzyski                   |
| 19.                          | 16.05.1962                   | Stambuł, Turcja              | Izrael                       | 1:0                          | 0                            | towarzyski                   |
| 20.                          | 10.10.1962                   | Ankara, Turcja               | Etiopia                      | 3:0                          | 0                            | towarzyski                   |
| 21.                          | 25.11.1962                   | Ramat Gan, Izrael            | Izrael                       | 2:0                          | 0                            | towarzyski                   |
| 22.                          | 02.12.1962                   | Bolonia, Włochy              | Włochy                       | 0:6                          | 0                            | el. ME 1964                  |
| 1963                         |                              |                              |                              |                              |                              |                              |
| 23.                          | 27.03.1963                   | Stambuł, Turcja              | Włochy                       | 0:1                          | 0                            | el. ME 1964                  |
| 24.                          | 22.09.1963                   | Poznań, Polska               | Polska                       | 0:0                          | 0                            | towarzyski                   |
| 25.                          | 28.09.1963                   | Frankfurt nad Menem, RFN     | RFN                          | 0:3                          | 0                            | towarzyski                   |
| 26.                          | 09.10.1963                   | Ankara, Turcja               | Rumunia                      | 0:0                          | 0                            | towarzyski                   |